# Øster Alling Sogn
Øster Alling Sogn er et sogn i Norddjurs Provsti (Århus Stift).
I 1800-tallet var Vester Alling Sogn anneks til Øster Alling Sogn. Begge sogne hørte til Sønderhald Herred i Randers Amt. Øster Alling Sogn tilhørte Øster Alling-Vester Alling Kommune fra 1842 til 1966. Kommunen gik i 1966 frivilligt ind i Gammel Estrup Kommune. Ved kommunalreformen i 1970 kom Øster Alling Sogn med i Sønderhald Kommune, og efter strukturreformen i 2007 tilhører sognet Norddjurs Kommune.
I Øster Alling Sogn ligger Øster Alling Kirke.
I sognet findes følgende autoriserede stednavne:
- Oustrup (bebyggelse, ejerlav)
- Ring (bebyggelse, ejerlav)
- Ring Mark (bebyggelse)
- Ringsø (bebyggelse)
- Vester Alling Mark (bebyggelse)
- Øster Alling (bebyggelse, ejerlav)
- Øster Alling Mark (bebyggelse)
- Øster Alling Udflyttere (bebyggelse)